# Initial D Second Stage
Initial D: Second Stage (яп. 頭文字[イニシャル]Ｄ) — аниме режиссёра Синъити Масаки, нарисованное по манге Сигэнобу Сюити Initial D, вышедшее в 2000 году.

## Сюжет
Команда Mitsubishi Lancer Evolution из соседней префектуры Тотиги, называемая Team Emperor, появляется на территории Гуммы. Их второй номер вызывает Такуми на дуэль, но проигрывает на последних поворотах. Вскоре после битвы Такуми видит Нацуки с другим мужчиной и решает расстаться с ней.
Лидер команды Team Emperor Кёити Судо хочет одержать победу над Такуми и вызывает его на гонку, в которой у Такуми взрывается двигатель. Тогда Судо вызывает Рёсукэ Такахаси, пытаясь нанести ему поражение. Рёсукэ замечает неспособность Судо к прохождению правых поворотов на полной скорости из-за риска лобового столкновения и использует этот его недостаток для победы в гонке. Это доказывает Кёити, что стрит-рейсинг требует особых навыков.
В то же время Бунта знал, что двигатель восемьдесят шестой скоро выйдет из строя и даже ждал этого и следующего за этим поражения Такуми. Он заранее приобрел новый двигатель группы А. Когда старый двигатель выходит из строя, Бунта устанавливает новый без соответствующего тахометра, чтобы показать Такуми важность изучения механики.
В Гумму приезжает гонщик Ватару Акияма на Toyota Corolla Levin GT-Apex (AE86). Такуми раскрывает мощность своего двигателя и Ватару вызывает его на гонку на трассе, которую выберет Такуми. Выбрав домашнюю трассу Акиямы — предательский проход Сёмару, Такуми принимает участие в гонке, несмотря на все риски. Ватару знает трассу очень хорошо и абсолютно уверен, что проход Сёмару — это тест на выносливость и это не та трасса, где можно обогнать соперника. В конечном счете Такуми обгоняет противника и побеждает в битве.

## Серии
| Номер | Название серии                                                                                   | Дата трансляции |  |
| ----- | ------------------------------------------------------------------------------------------------ | --------------- |  |
|       |                                                                                                  |                 |  |
| 01    | «Появление супер оружия» (ACT.1 掟やぶりのスーパーウェポン)                                      | 14.10.1999      |  |
| 02    | «Отряд Lan EVO атакует Акину!» (ACT.2 ランエボ軍団、秋名出撃!)                                   | 21.10.1999      |  |
| 03    | «Предчувствие поражения» (ACT.3 敗北の予感)                                                      | 28.10.1999      |  |
| 04    | «Холодная победа» (ACT.4 燃えない勝利)                                                           | 04.11.1998      |  |
| 05    | «Отсчет до разрушения» (ACT.5 破滅へのカウントダウン)                                            | 11.11.1999      |  |
| 06    | «Прощай, восемьдесят шестая» (ACT.6 さようならハチロク)                                          | 18.11.1999      |  |
| 07    | «Битва на Акаги, вспышка белого и чёрного!» (ACT.7 赤城バトル白と黒の閃光!)                      | 25.11.1999      |  |
| 08    | «Та машина и её тяжёлое впечатление» (ACT.8 そのクルマ凶暴につき)                                | 02.12.1999      |  |
| 09    | «Рождение новой восемьдесят шестой» (ACT.9 ニューハチロク誕生)                                   | 09.12.1999      |  |
| 10    | «Объявление войны турбо восемьдесят шестой!» (ACT.10 宣戦布告ハチロクターボ!)                    | 16.12.1999      |  |
| 11    | «Разрушить печать...» (ACT.11 封印は解き放たれた…)                                               | 06.01.2000      |  |
| 12    | «Восемьдесят шестая против восемьдесят шестой, битва духа» (ACT.12 ハチロクVSハチロク魂のバトル) | 13.01.2000      |  |
| 13    | «Сезоны приходят и вперед» (ACT.13 移りゆく季節のなかで)                                         | 20.01.2000      |  |

## Отзывы и критика
| Зрительский рейтинг     | Зрительский рейтинг     | Зрительский рейтинг     |
| (на 30 августа 2012 г.) | (на 30 августа 2012 г.) | (на 30 августа 2012 г.) |
| ----------------------- | ----------------------- | ----------------------- |
| Сайт                    | Оценка                  | Голосов                 |
| AniDB                   | · ссылка                | 2224                    |
| Anime News Network      | · ссылка                | 1655                    |

Продолжение аниме Initial D получило довольно много хороших отзывов. 3D графика, используемая для отрисовки автомобилей стала выглядеть несколько лучше: линии изгибаются более плавно, выхлопные трубы уже не восьмиугольные, хотя и не идеально круглые. Звуковое сопровождение второго сезона, как и первого, получило хорошие отзывы. Тем не менее большинство рецензентов сходятся на мнении, что в целом второй сезон получился менее интересным, чем первый.